# Thao (popolo)

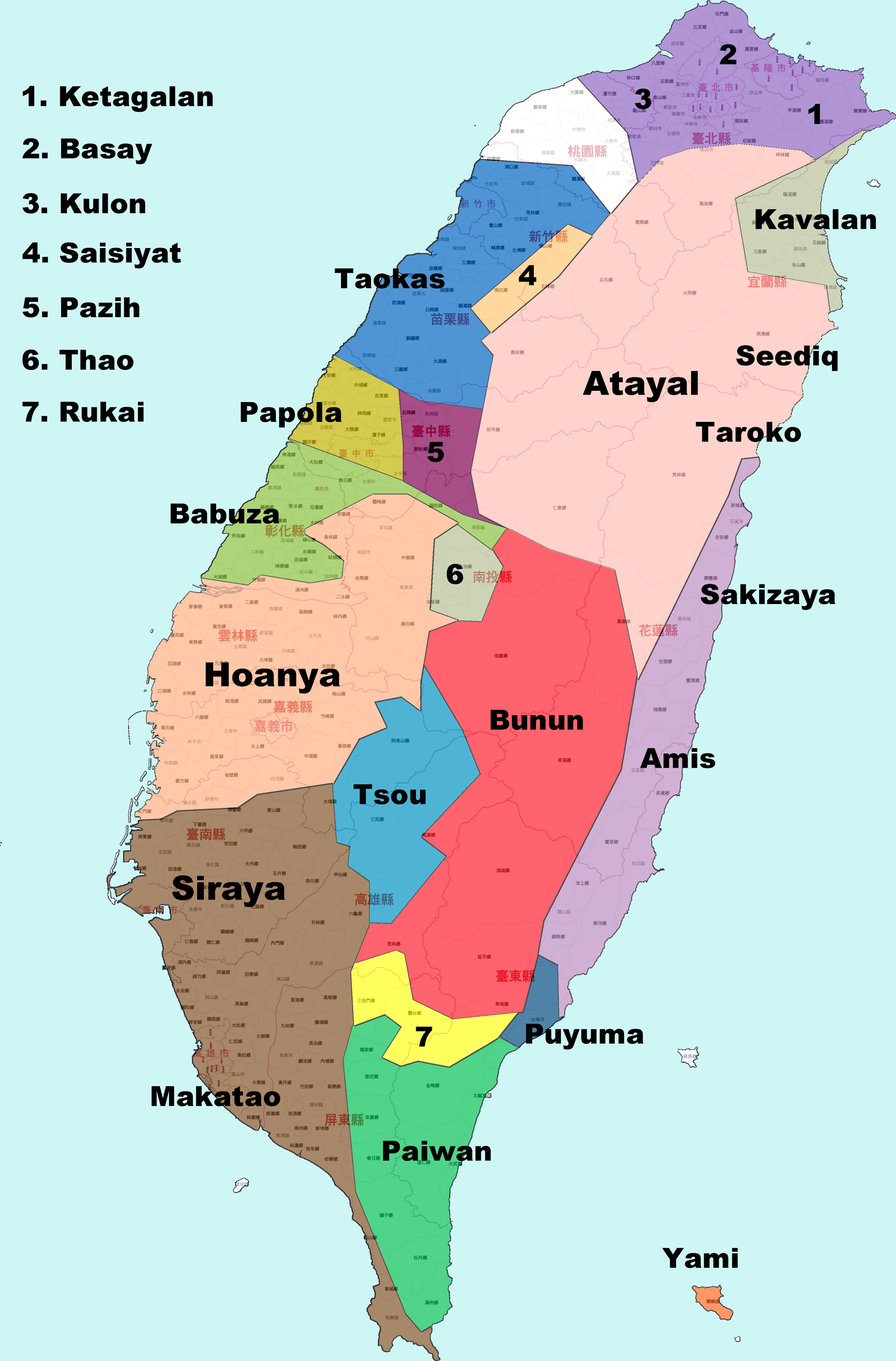
Distribuzione delle etnie indigene di Taiwan.

I Thao/Ngan (caratteri cinesi: 邵族) sono un piccolo gruppo di aborigeni taiwanesi, residenti vicino al Lago Riyue, al centro di Taiwan, fino all'epoca della dominazione della dinastia Qing. Nell'anno 2000, la popolazione Thao/Ngan annoverava solamente 281 individui censiti, rendendola l'etnia più piccola di indigeni taiwanesi riconosciuti dalle autorità.
Nonostante lo scarso numero di individui che compongono la popolazione Thao, essi hanno mantenuto gli usi e i costumi, la lingua, le credenze e le tradizioni culturali del loro popolo vive fino ai giorni nostri, sebbene siano stati costretti a subire un certo processo di sinizzazione. La maggior parte dei membri della tribù Thao lavora attualmente come domestici, cuochi e commercianti per quanto riguarda l'aspetto del turismo nella loro terra natìa, la regione del Lago Riyue.
Nel 1999, il devastante terremoto di Chichi ha distrutto l'80% delle abitazioni tribali, rendendo senzatetto e disoccupati quasi tutti i membri della tribù.

## Lingua
Il popolo Thao/Ngan parla una propria lingua, la lingua thao, che attualmente è a rischio di estinzione, essendo conosciuta solo da una piccola minoranza, composta principalmente da anziani, della già ristretta tribù. A causa della sinizzazione, quasi tutti i parlanti Thao sono bilingue o trilingue, e parlano anche cinese e taiwanese minnan. La lingua Thao è classificata sotto le lingue Paiwan, sottogruppo delle lingue di Formosa, comprese nella più grande famiglia delle lingue austronesiane. Diverse parole della lingua thao sono dei prestiti dalla lingua bunun, parlata dal popolo di aborigeni taiwanesi Bunun, con il quale i Thao hanno spesso intessuto rapporti di alleanza, matrimonio ed amicizia.

## Leggenda

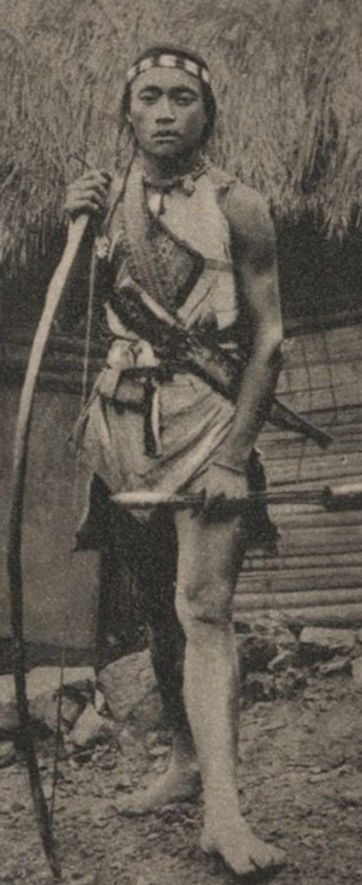
Giovane uomo Thao/Ngan del Lago Sun Moon, Nantou, Taiwan (foto del 1904 ca.)

C'è una leggenda, tramandata dal popolo Thao ai posteri, che racconta la storia del motivo per il quale la tribù vive sulle sponde del lago del sole e della luna.
In tempi antichi, gli antenati degli attuali Thao vivevano nell'isoletta Lalu, situata al centro del lago. Un giorno, i cacciatori della tribù videro un cervo e deciso di cacciarlo per mangiarlo, quindi lo seguirono fino alle sponde del lago. Il cervo, allora, corse nell'acqua e sparì, lasciando i Thao soli ad aspettare il suo ritorno. Quella notte, i cacciatori dormirono sulle sponde del lago, e uno degli anziani vide in sogno una fata vestita con un mantello bianco. Lei gli disse: "Io sono il cervo che vi ha portato qui. Questa è la vostra terra promessa, non andatevene perché molte generazioni vivranno in questo luogo". Il vecchio raccontò agli altri membri della tribù il suo sogno, quindi il popolo Thao decise di stabilirsi sulle sponde del lago del sole e della luna per avere una vita prospera ed assicurare buona sorte ai discendenti.

## Riconoscimento ufficiale
Il 15 agosto 2001, lo Yuan Esecutivo (Concilio) di Taiwan riconobbe ufficialmente il popolo Thao/Ngan come il decimo gruppo di aborigeni taiwanesi. Sin dai tempi dell'occupazione giapponese di Taiwan, i Thao erano stati erroneamente considerati una diversa tribù di etnia Tsou (gli Tsou sono un gruppo differente di aborigeni di Taiwan), errore causato dalla pronuncia simile dei nomi delle tribù e da una cattiva interpretazione delle leggende popolari, secondo la quale "gli antenati dei Thao venivano dal monte Alishan". Prima del 2001, quindi, i due popoli erano registrati insieme con il nome di "Tsou delle pianure e delle montagne", e comprendevano il nono gruppo di indigeni.